# 池田市立渋谷中学校
池田市立渋谷中学校（いけだしりつ しぶたにちゅうがっこう）は、大阪府池田市にある公立中学校。
1948年に池田市立池田中学校から分離する形で、池田市上渋谷町210番地（旧ダイハツ渋谷寮）に開校した。大谷池と呼ばれたため池を埋め立てて設置された。開校当初は池田市立渋谷高等学校（現在の大阪府立渋谷高等学校）と敷地を共有していた。開校記念日は11月6日。

## 沿革
- 1948年4月1日 - 池田市立渋谷中学校として開校。池田市立池田中学校より2年生を編入。

## 通学区域
- 池田市立緑丘小学校と池田市立五月丘小学校の校区。
- 池田市立秦野小学校の校区の一部[3]。

## 交通
- 阪急バス 渋谷中学校前バス停下車後徒歩すぐ。
- 阪急宝塚線 池田駅 北東へ徒歩約1.8km。